# C-Joe
Charles "C-Joe" Koroma, född 20 januari 1992, är en svensk artist. Han är ursprungligen från Sierra Leone men är uppvuxen i Gävle.
C-Joe tävlade i den andra deltävlingen av Melodifestivalen 2024 med låten "Ahumma". Bidraget gick inte vidare.